# Hydraena robusta
Hydraena robusta är en skalbaggsart som beskrevs av Peter Zwick 1977. Hydraena robusta ingår i släktet Hydraena och familjen vattenbrynsbaggar. Inga underarter finns listade i Catalogue of Life.